# أل بو عبيد (حسيني)
أل بو عبيد (بالفارسية: البوعبید) هي قرية تقع في إيران في قسم حسيني الريفي. يقدر عدد سكانها بـ 925 نسمة بحسب إحصاء 2016.